# Mauzoleum Skanderbega
Mauzoleum Skanderbega (alb. Memoriali i Skënderbeut) – mauzoleum albańskiego bohatera narodowego, Skanderbega; znajduje się ono w Lezhy. Wewnątrz budowli znajdują się ruiny Kościoła św. Mikołaja.

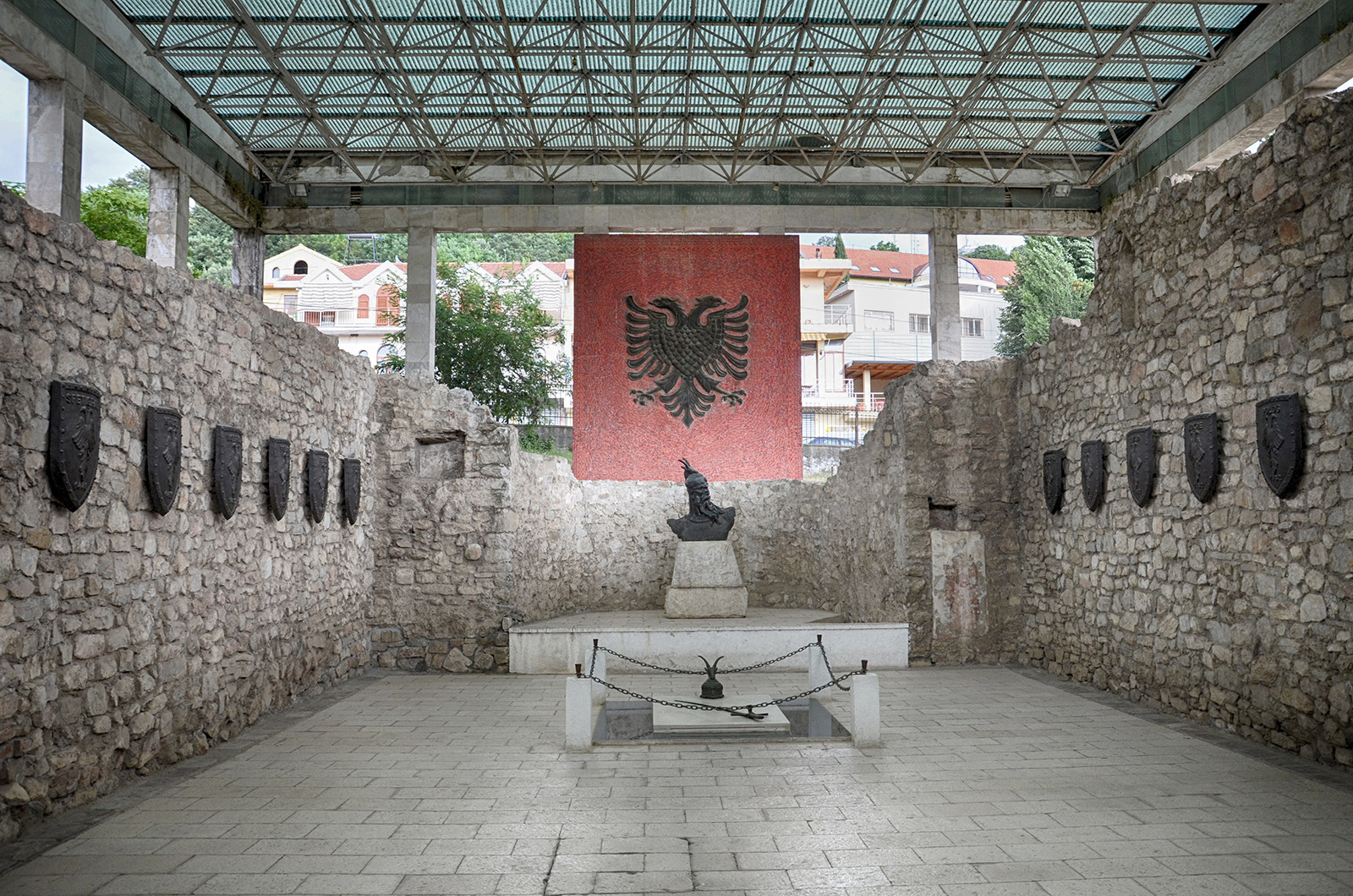
Popiersie Skanderbega wewnątrz mauzoleum.

## Historia

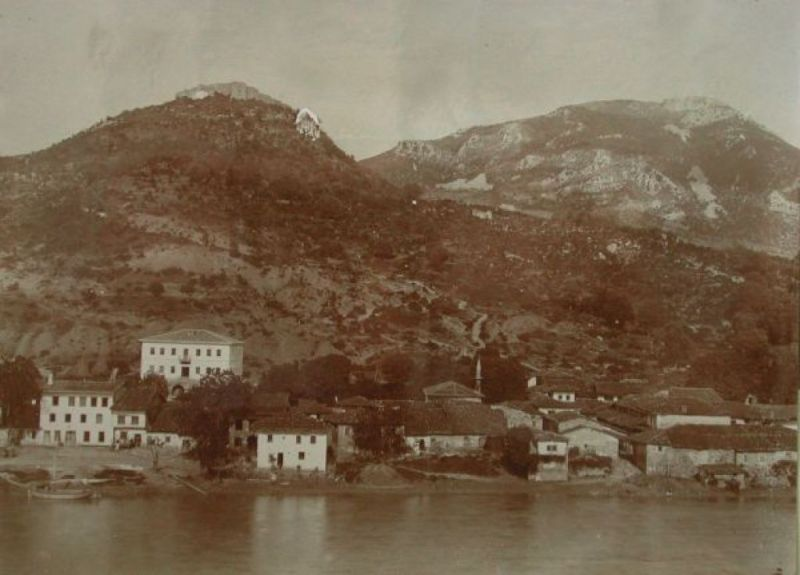
Meczet Selima w Lezhy (zdjęcie sprzed 1925 r.)

W 1468 roku Skanderbeg został pochowany wewnątrz kościoła św. Mikołaja. Po zdobyciu Lezhy przez wojska osmańskie w 1478 roku, grób Skanderbega został zbezczeszczony, a kości zmarłego były używane przez osmańskich żołnierzy jako talizmany . W latach 80. XVI wieku kościół został przemianowany na Meczet Selima; świątynia była w XVII wieku odwiedzana przez Albańczyków w celu upamiętnienia Skanderbega .
W 1978 roku odkryto pozostałości po grobie Skanderbega, a w następnym roku miało miejsce trzęsienie ziemi, w wyniku którego meczet się zawalił. Świątynia nie została odbudowana, jednak w jej miejsce powstało mauzoleum Skanderbega. Oficjalne otwarcie budynku miało miejsce dnia 23 listopada 1981 roku.